# Estudio Op. 2, n.º 1 (Skriabin)

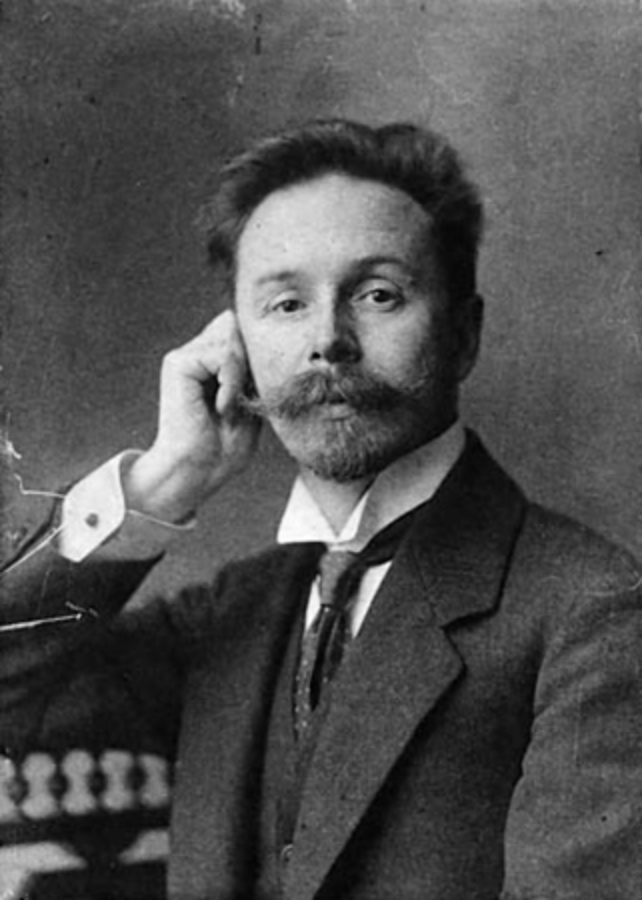
Aleksandr Skriabin

El Estudio en do sostenido menor, Op. 2, n.º 1 es un estudio técnico para piano compuesto por el compositor ruso Aleksandr Skriabin en 1887.

## Historia
El estudio fue escrito en 1887, cuando Skriabin contaba sólo 15 años. Fue el primero de sus Trois morceaux, Op. 2, y uno de sus más tempranos éxitos.

## Análisis

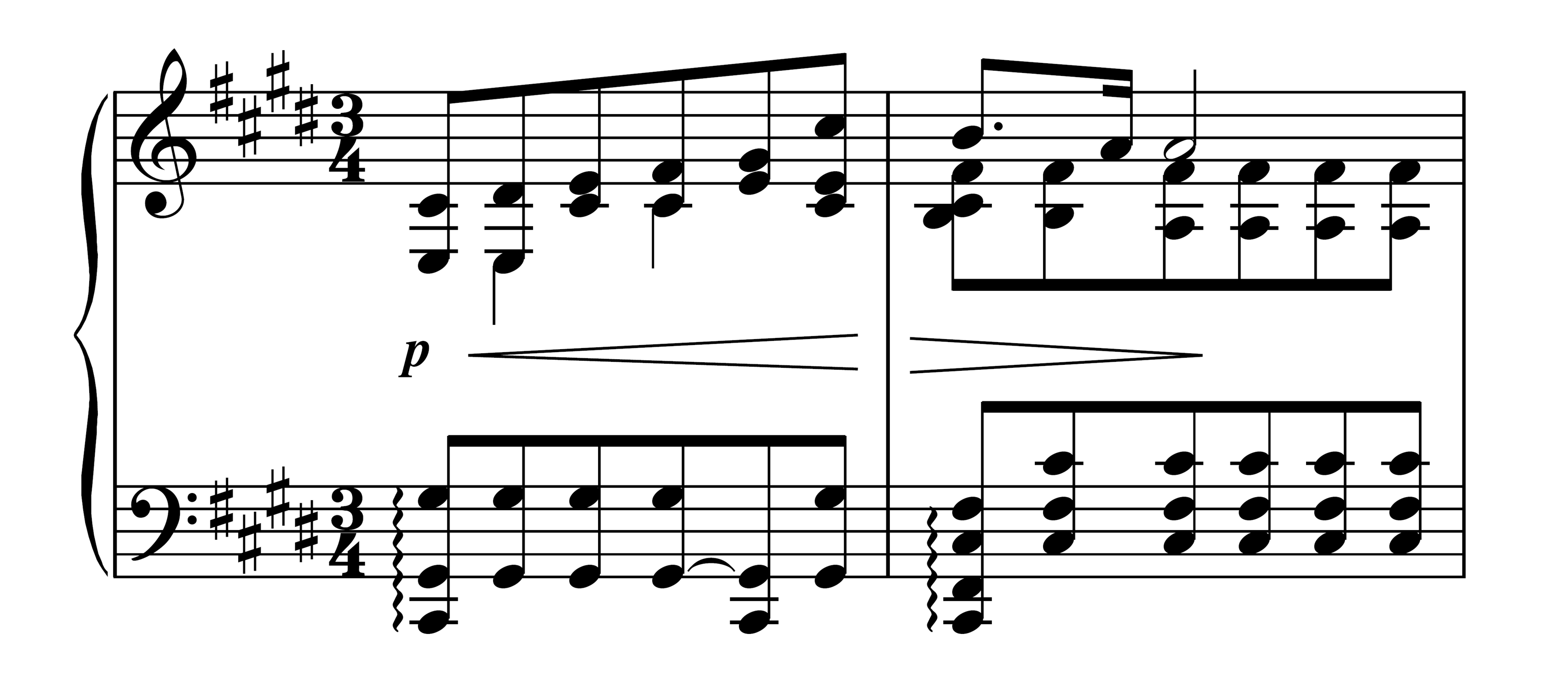
Los primeros compases del Estudio Op. 2, n.º 1 de Skriabin

El estudio está en forma ternaria, compás de 3/4, y en la tonalidad de do sostenido menor.
La melodía es emotiva y sentida, con características de la música gitana rusa. Es acompañada por acordes repetidos en ambas manos, creando un ambiente de ricas armonías y voces internas. Las dinámicas varían constantemente, añadiendo emoción e interés a la pieza. Ésta modula a través de numerosas tonalidades hasta llegar finalmente a la original.
Aunque es lenta, es una obra considerablemente difícil de perfeccionar.
La interpretación habitual de la obra dura unos tres minutos.

## Grabaciones
| Pianista             | Duración | Discográfica        | Fecha de grabación      | Álbum                           |
| -------------------- | -------- | ------------------- | ----------------------- | ------------------------------- |
| Vladimir Horowitz    | 02:39    | Deutsche Grammophon | 1986                    | Horowitz in Moscow              |
| Shura Cherkassky     | 03:24    | London Records      | 1982                    | Encores                         |
| Vladimir Horowitz    | 03:04    | Sony Classics       | mediados los años 1960? | Horowitz plays Scriabin         |
| Sviatoslav Richter   | 02:51    | Melodiya            | 1952                    | Richter                         |
| Burkard Schliessmann | 03:20    | Bayer Records       | 1990                    | Alexander Scriabin, Piano Works |